# Senaja
Senaja (em cirílico:Сенаја) é uma vila da Sérvia localizada no município de Mladenovac, pertencente ao distrito de Belgrado, nas regiões de Šumadija e Kosmaj. Possuía uma população de 444 habitantes segundo o censo de 2002.

## Demografia
| 1948 | 1953 | 1961 | 1971 | 1981 | 1991 | 2002 |
| ---- | ---- | ---- | ---- | ---- | ---- | ---- |
| 718  | 738  | 668  | 591  | 578  | 571  | 444  |